# Săvădisla (gmina)
Săvădisla – gmina w Rumunii, w okręgu Kluż. Obejmuje miejscowości Finișel, Hășdate, Lita, Liteni, Săvădisla, Stolna, Vălișoara i Vlaha. W 2011 roku liczyła 4392 mieszkańców.